# Lithobius vinciguerrae
Lithobius vinciguerrae är en mångfotingart som beskrevs av Filippo Silvestri 1895. Lithobius vinciguerrae ingår i släktet Lithobius och familjen stenkrypare.
Artens utbredningsområde är Turkmenistan. Inga underarter finns listade i Catalogue of Life.